# Нефедов Іван Іванович
Іван Іванович Нефедов (1909 — ?) — український радянський діяч, залізничник, новатор виробництва, колійний майстер 3-ї Харківської дистанції колії Південної залізниці Харківської області. Депутат Верховної Ради УРСР 4-го скликання.

## Біографія
У 1940—1960-ті роки — колійний майстер 5-го околотку 3-ї Харківської дистанції колії (станція Нова Баварія) Південної залізниці Харківської області.
Автор методу кільцевого графіку ремонту залізничних шляхів. Вперше організував ремонтні роботи за принципом попередження розладів на дистанції колії. Перебудував організацію праці в своїй бригаді, вперше застосувавши ущільнений графік із середньопрогресивними нормами.
Член КПРС.

## Нагороди
- орден Леніна
- орден Трудового Червоного Прапора
- медалі
- Почесна грамота Президії Верховної Ради Української РСР (18.07.1969)
- лауреат Сталінської премії ІІІ ст. (1952)
- значок «Почесний залізничник»
- звання «Кращий дорожній майстер залізниць СРСР»